# Thaumastocera akwa
Thaumastocera akwa är en tvåvingeart som beskrevs av Grunberg 1906. Thaumastocera akwa ingår i släktet Thaumastocera och familjen bromsar. Inga underarter finns listade i Catalogue of Life.